# James Mays
James Dixon Mays (Garner, Carolina del Norte, 3 de marzo de 1986) es un jugador de baloncesto estadounidense que pertenece a la plantilla de los Shandong Heroes de la liga china CBA. Con 2.06 metros de estatura, juega en la posición de pívot.

## Trayectoria deportiva
Es natural de Carolina del Norte, pero tiene también pasaporte Cotonú de República Centroafricana. Formado en la Universidad de Clemson. El 30 de septiembre de 2008, firmó un contrato no garantizado con los Denver Nuggets. Sin embargo, no llegó a debutar en la NBA, ya que fue despedido el 23 de octubre.
El jugador posee una larga trayectoria, donde ha jugado en distintos países, China, Turquía, Puerto Rico, ligas de desarrollo de Estados Unidos, hasta llegar a Europa en 2014.
En 2014, jugó en el Enel Brindisi italiano, donde promedió 13.3 puntos y 9.4 rebotes en la Lega, donde fue segundo máximo reboteador de la Liga y 12.1 puntos y 6.6 rebotes en la Eurochallenge.